# Le Châtelier (Indre-et-Loire)
Le Châtelier est une ancienne commune française d'Indre-et-Loire, annexée par Paulmy.

## Toponymie
Anciennement le Chastellier, puis Chatellier le fort, puis Chatellier, puis le Chatelier.

## Lieux et monuments

### Château
Son château fut construit au XIIe siècle alors en zone frontière entre la France et l'Angleterre. Le bâtiment principal est construit aux XVe, XVIe et XVIIe siècles.
Il est connu pour être un des lieux importants en sud Touraine où le culte Protestant a pu être régulièrement pratiqué à la fin du 16e siècle dans sa célèbre Grange des Protestants.
Le château est protégé doublement au titre des monuments historiques : inscription en 1963 pour les douves et les façades et toitures de la grange et classé en 1977 pour les vestiges du donjon, l'enceinte, les façades et toitures du grand logis.
Il possède encore des tours et le vestige d'un donjon.

### Autre monument
- Le dolmen de la Pierre Chaude

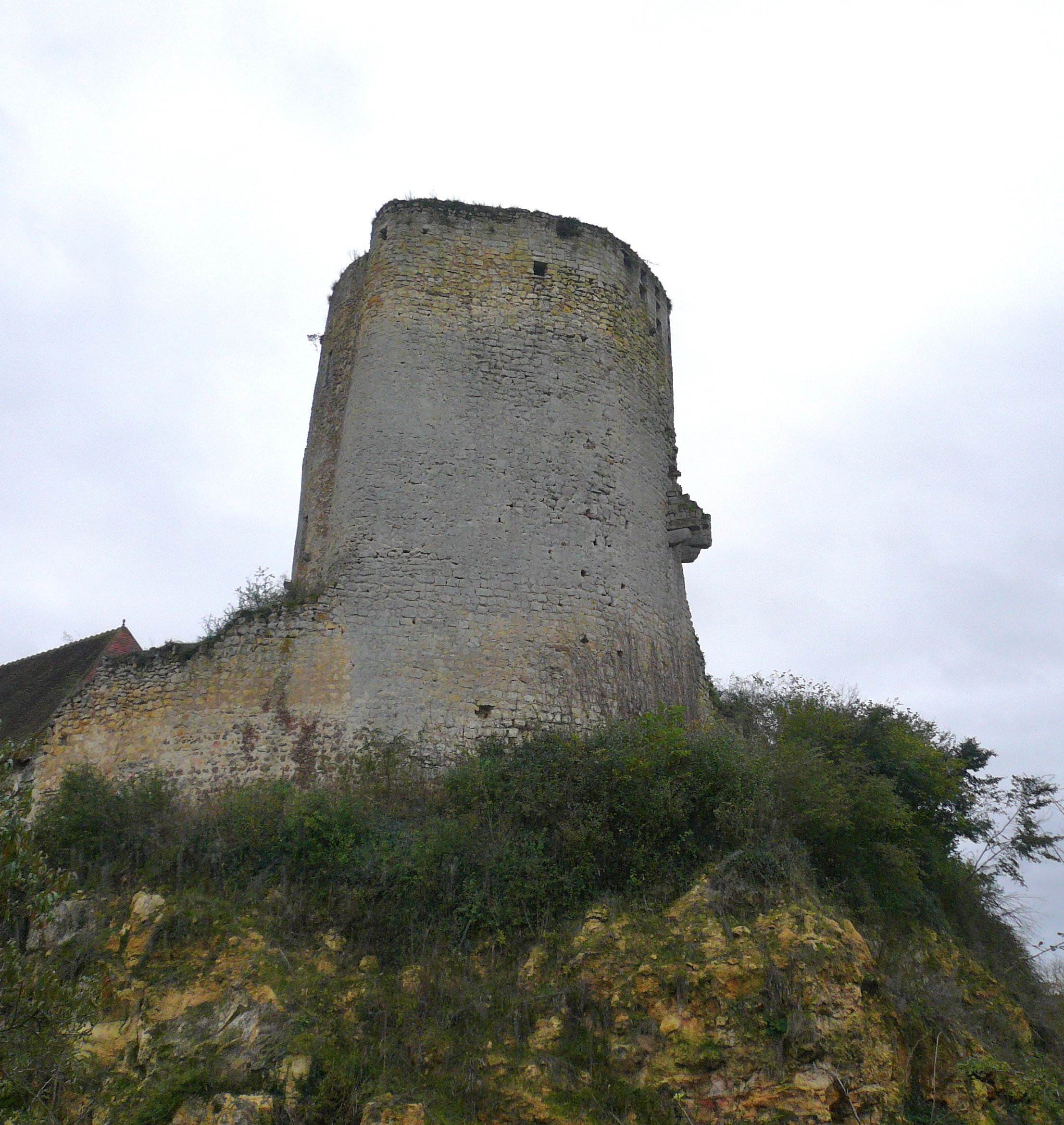
Donjon
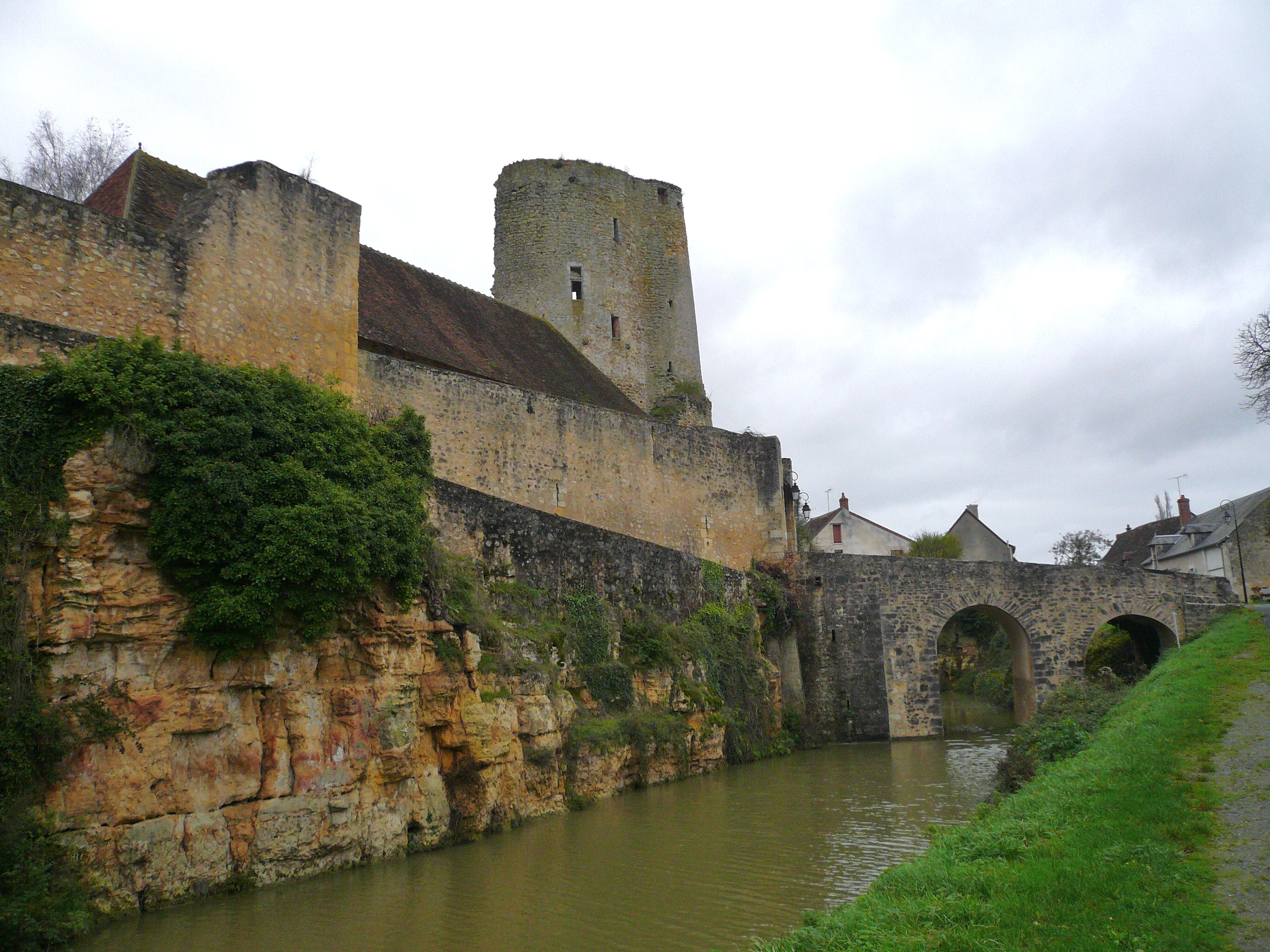
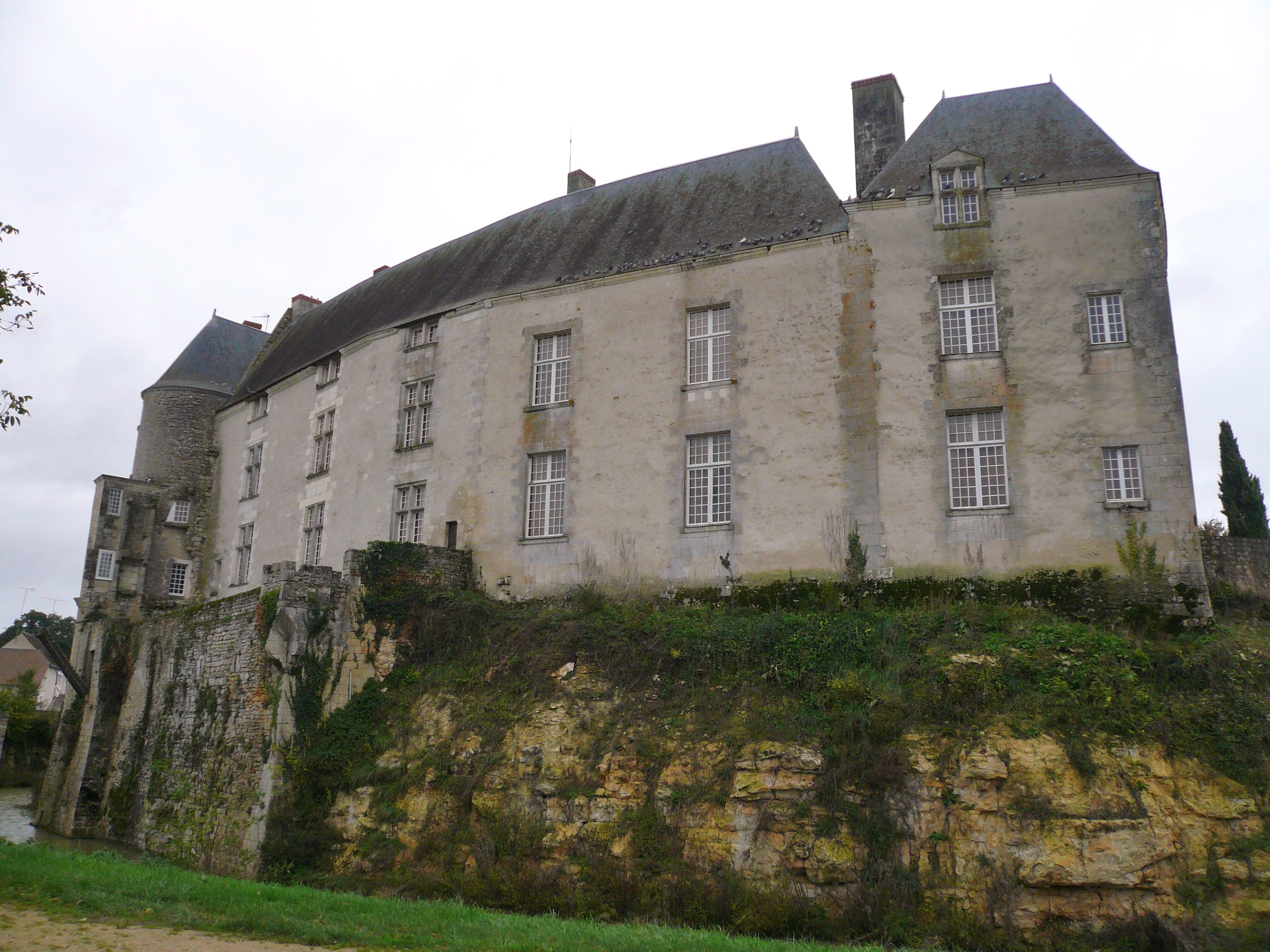
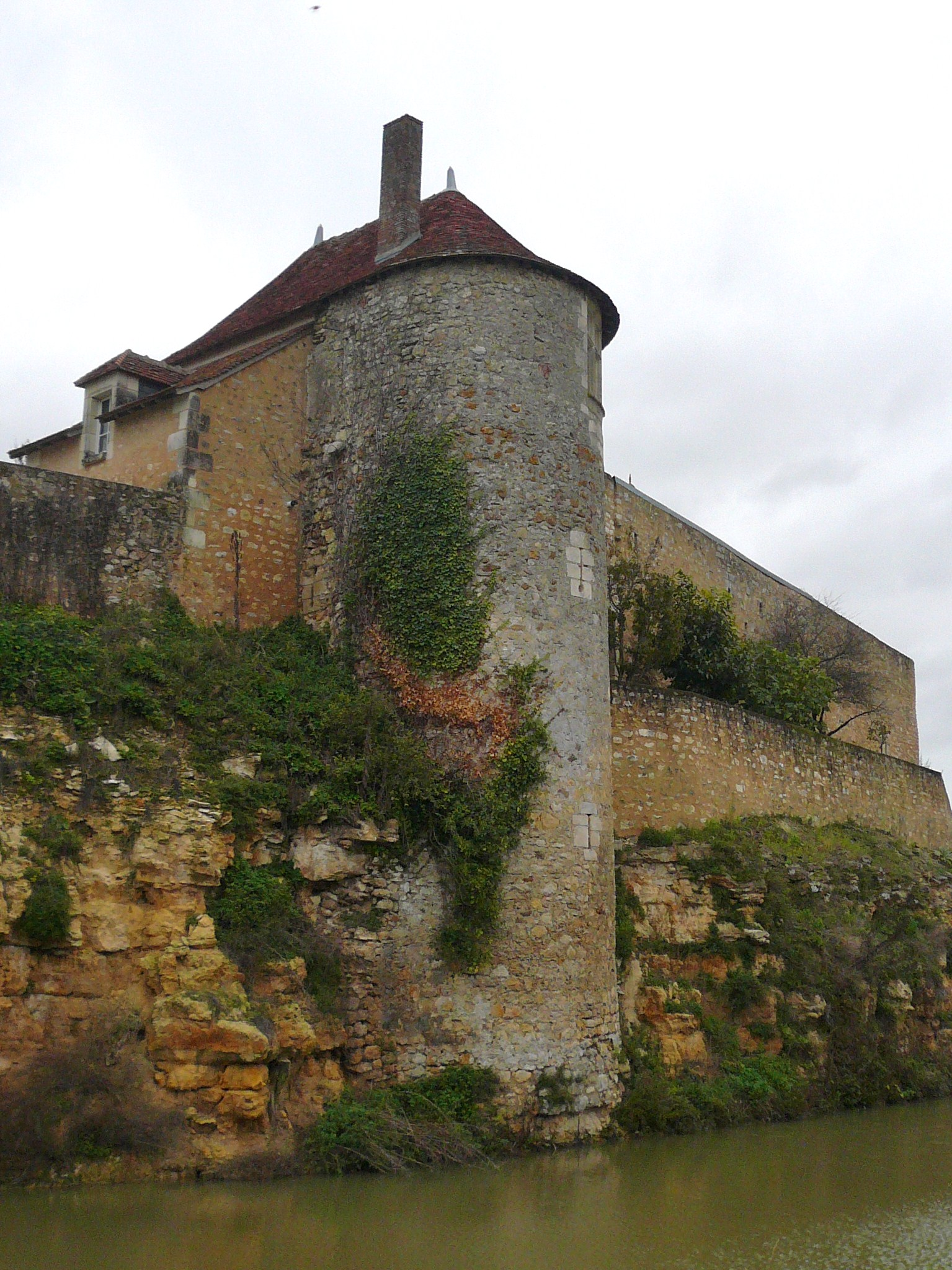